# Tais
Tais (oryg. Thaïs) – powieść Anatola France’a. Po raz pierwszy opublikowana została (z podtytułem Powiastka filozoficzna) w numerze „Revue des Deus Mondes” z lipca-sierpnia 1889 r. W 1891 r. France dokonał poprawek i rozszerzył powieść o ponad 20 stron. W tym samym roku „Tais” wydana została w formie książkowej.
Powieść swobodnie nawiązuje do średniowiecznej legendy o świętym pustelniku Pafnucym i byłej kurtyzanie, a później świętej Taidzie. Utwór spotkał się z nieprzychylną reakcją francuskich środowisk konserwatywnych i klerykalnych. „Tais” określano jako „lubieżną bajkę”, a jej autora nazywano „kontynuatorem Woltera i Renana”.
Tłumaczenia „Tais” na język polski dokonał Jan Sten, a jej wydania ukazały się w Polsce w 1906, 1922, 1923, 1925, 1927, 1931 i 1957 r. 
W 1894 r. wystawiono w Paryżu operę Thaïs z muzyką Julesa Masseneta i librettem napisanym na podstawie powieści przez Louisa Gallet’a.
W 1983 r. Ryszard Ber zrealizował film pt. „Thais” na motywach powieści France’a, z Dorotą Kwiatkowską (Thais) i Jerzym Kryszakiem (Pafnucy) w rolach głównych.

## Opis fabuły
Fabuła osnuta jest na legendzie chrześcijańskiej. Akcja powieści rozgrywa się w Egipcie, prawdopodobnie pod koniec lat 30. IV w. n.e., a retrospekcje sięgają początków IV w. Powieść podzielona jest na cztery części.

### Lotos
Przebywający od 10 lat na pustyni Pafnucy doznaje coraz większych pokus i zwątpień. Nawiedzają go erotyczne sny i wizje Tais, pięknej tancerki i kurtyzany, którą poznał w młodości. Te przejawy stłumionej miłości Pafnucy odczytuje jako wezwanie ze strony Boga do nawrócenia grzesznej Tais. Po długich wahaniach opuszcza swą pustelnię i podejmuje wędrówkę do Aleksandrii. W wędrówce swej napotkał mieszkającego na pustyni Timoklesa z Kos. Mnich był zdziwiony, że można się wyrzec życia ziemskiego z innych powodów niż wiara w Boga i nagrodę pośmiertną. Bezskutecznie próbował nawrócić Timoklesa na chrześcijaństwo. Wchodząc do Aleksandrii Pafnucy został zelżony i obrzucony kamieniami przez grupkę dzieci. Udał się do domu przyjaciela z lat młodości Nikiasa. Ten z radością przyjął gościa i obdarował go swoją najlepszą tuniką. Pafnucy nałożył tunikę na pustelnicze łachmany i udał się na poszukiwanie Taidy. Przypadkowo trafił do amfiteatru, w którym akurat występowała Tais. Po zakończonym przedstawieniu mnich podążył do domu pięknej aktorki.

### Papirus
Tais, leżąc w grocie nimf w swojej rezydencji, wspominała historię swego życia. Obfitowało ono w upadki i wzloty. W końcu jednak udało jej się odnieść sukces. Córka biedaków stała się bogata i sławna, żyła w luksusach, posiadała licznych wielbicieli i kochanków. Jej spokój burzył jednak strach przed przemijaniem, starością i śmiercią. Zdawała sobie sprawę, iż nadzwyczajna uroda i wdzięk, które zapewniły jej karierę, właśnie przemijają. Te rozmyślania przerwało nadejście Pafnucego. Mnich zaczął opowiadać jej o życiu wiecznym. Tais wzięła go za potężnego maga, który może zapewnić jej ochronę przed starością i śmiercią i chciała mu się oddać. Kiedy Pafnucy wyjawił swoje imię, Tais przeraziła się, myśląc że pustelnik chce rzucić na nią klątwę za grzeszne życie. Pafnucy jednak nadal roztaczał przed nią wizje nowej miłości i nieśmiertelności. Lękająca się śmierci kurtyzana dała się w końcu przekonać słowom mnicha i wyznała, że jest już ochrzczona i że dla obietnicy życia wiecznego jest gotowa porzucić dobra i uciechy doczesne i podjąć pokutę za grzechy. Pafnucy uwierzył w swoje zwycięstwo, choć zaniepokoiło go, że Tais wybiera się jeszcze tej nocy na ucztę. Postanowił jej towarzyszyć.

### Uczta
Uczta odbywała się w domu wpływowego Rzymianina Lucjusa Aureliusza Cotty. Pojawienie się Tais w towarzystwie zaniedbanego pustelnika, jak mniemano jej nowego, niezwykłego kochanka, wywołało zaciekawienie i ironiczne komentarze. Pafnucy zachowywał milczenie, nie dając się wciągnąć w dyskusje o religii i filozofii. Pozostali biesiadnicy ochoczo ją jednak podjęli. Ożywienie wniosło zwłaszcza pojawienie się szczerze znienawidzonego przez Pafnucego arianina Markusa. (Ta część powieści przyjmuje formę zbliżoną do dialogów platońskich, sam tytuł rozdziału można zresztą potraktować jako nawiązanie do wielkiego dzieła twórcy Akademii). Uczta, w miarę wypijanego wina, zaczęła przeradzać się w seksualną orgię, której nie przerwała nawet samobójcza śmierć Eukritosa. Pafnucy wyprowadził wówczas Tais z tej „uczty szatanów”. 
Wydarzenia uczty ostatecznie wpłynęły na decyzję Tais. Uległa ona namowom mnicha i zdecydowała się spędzić resztę życia w klasztorze. Aby odciąć Taidę od przeszłości, Pafnucy nakazał jej spalić wszystkie drogocenne przedmioty, jakie zgromadziła w domu. Płonący stos przyciągnął wielu widzów, wśród nich okolicznych kupców, którzy zbili majątki realizując zamówienia dla kurtyzany. Decyzja Tais oznaczała dla nich ruinę, skierowali więc swój gniew przeciwko Pafnucemu. Mnich został obrzucony kamieniami, a przed śmiercią uchroniła go jedynie interwencja wracającego z uczty Nikiasa. Rozrzucił on na ziemię złote i srebrne monety, które wzburzony tłum zaczął natychmiast zbierać, pozostawiając Pafnucego i Taidę w spokoju. Pafnucy, zamiast podziękować za pomoc, obrzucił poganina wyzwiskami i klątwami. Jeszcze tej samej nocy mnich zaprowadził Tais do żeńskiego klasztoru, którego matką przełożoną była bratanica cesarska Albina. Przyjęła ona z życzliwością nawróconą nierządnicę.

### Ostromlecz
Pafnucy powrócił do swojej pustelni w chwale świętego, który nawrócił wielką grzesznicę. Nie zaznał jednak oczekiwanego spokoju ducha. Zetknięcie ze światem na nowo rozbudziło w nim wątpliwości i nieuświadamiane żądze. Powracające wizje Tais były teraz wyraźniejsze niż rzeczywistość. Pafnucy postanowił podjąć jeszcze skrajniejszą ascezę, aby odpędzić pokusy. Opuścił swych współbraci i zamieszkał na kolumnie pozostałej po pogańskiej świątyni. Sława słupnika przyciągnęła do niego rzesze ludzi proszących o uzdrowienie i pociechę duchową. Wkrótce zapobiegliwi kupcy zaczęli zaopatrywać pielgrzymów w potrzebne artykuły i usługi i wokół kolumnady wyrosło prawdziwe miasto nazwane Stylopolis. Pafnucy nadal jednak przeżywał duchowe rozdarcie, był też kuszony przez szatana, który odwoływał się do próżności świętego. Mnich opuścił w końcu kolumnę (zszedł z niej po drabinie, lecz wśród ludu zaraz rozeszła się wieść, że został wzięty do nieba przez anioły).
Po długiej wędrówce Pafnucy zamieszkał w opuszczonym mieście na pustyni. Był tam poddawany nieustannym, coraz silniejszym pokusom. Przemawiała do niego tancerka z pogańskiego malowidła, zachęcając go do erotycznej miłości. Przekonywała go, że poganie, chociaż pomarli, cieszyli się kiedyś życiem, natomiast on jest już martwy za życia, nienawidząc świata i praktykując ascezę. Pogrążonego w szaleństwie Pafnucego odnalazła grupa pielgrzymujących mnichów. Podążali oni na spotkanie ze świętym pustelnikiem Antonim. Pafnucy przyłączył się do nich.
Podczas spotkania z Antonim jeden z mnichów miał wizję umierającej w chwale świętości Tais i porywanego przez diabły Pafnucego. Był to dla Pafnucego moment przełomowy. Zdał sobie sprawę, że kocha i pożąda Tais, i że życie bez niej jest bezwartościowe. Zaczął wyrzucać sobie swoją wcześniejszą głupotę, posunął się nawet do bluźnierstw przeciwko Bogu. Gotów był na wieczne potępienie w piekle, byleby tylko być przez chwilę z Tais. Miał poczucie przegranego i zmarnowanego życia. Wyrzekł się tego, co najważniejsze – ziemskiej miłości, dla miraży życia wiecznego. Stwierdził, że „Bóg, niebo, wszystko to jest niczym. Prawdą jest tylko życie ziemskie i miłość”. Było już jednak za późno na naprawienie błędu. Pafnucy przybył jak najszybciej do klasztoru, w którym umieścił Tais. Taida rzeczywiście była umierająca. Swoim życiem w klasztorze zyskała opinię świętej. Pafnucy wyznał jej miłość, jednak w tej samej chwili Tais umarła. Zakonnice z przerażeniem spostrzegły, że zdruzgotany Pafnucy przypomina upiora.

## Bohaterowie powieści
- Pafnucy – pustelnik, asceta, opat z Antonii; w chwili zawiązania akcji ma dopiero 31 lat, ale jest już słynny z pobożności i skrajnej ascezy, posiadał 24 uczniów mieszkających z nim w pustelniczej osadzie nad brzegiem Nilu, zwanej Tebaidą; Pafnucy urodził się w rodzinie patrycjuszowskiej w Aleksandrii, odebrał gruntowne wykształcenie, był w młodości sceptykiem, korzystał z rozkoszy życia; poznał aktorkę Tais, do której zapałał pożądaniem, ale nie odważył się na wizytę u niej; mając 21 lat Pafnucy nawrócił się na chrześcijaństwo, pod wpływem nauk księdza Makryna; po roku rozdał swój majątek ubogim i rozpoczął żywot pustelniczy.

- Tais (Taida) – piękna tancerka, aktorka, kurtyzana; urodziła się w ubogiej, ale wolnej rodzinie mieszkającej w Aleksandrii, w dzieciństwie często przesiadywała w gospodzie prowadzonej przez jej ojca, gdzie zarabiała śpiewaniem piosenek dla pijanych marynarzy; dobroci zaznała jedynie od niewolnika rodziców Nubijczyka Ahmesa, był on chrześcijaninem i przekonał 9-letnią Tais do przyjęcia chrztu, wkrótce potem zginął śmiercią męczeńską; w okresie dojrzewania dziewczynkę zaczęły pociągać uroki życia, zauważyła, jakie wrażenie robi jej nieprzeciętna uroda i wykorzystywała to; zaczęła oddawać się mężczyznom za pieniądze; pewnego dnia nieznajoma kobieta namówiła Tais do opuszczenia domu, malując przed nią widoki cudownego życia; kobieta okazała się stręczycielką, zabrała Tais do Antiochii, nauczyła tańczyć i wynajmowała na uczty bogatych kupców; dzięki miłości bogatego młodzieńca Lolliusa Tais wyrwała się z rąk stręczycielki; rozpoczęła karierę tancerki i aktorki, a jej talent, wdzięk i uroda zdobyły jej szybko rzeszę wielbicieli i kochanków; wkrótce powróciła do Aleksandrii, gdzie również odniosła spektakularny sukces; odtąd żyła królewskim życiem, w przepychu, otoczona licznymi wielbicielami i hojnymi sponsorami.

- Ahmes/Teodor – Nubijczyk, niewolnik rodziców Tais, łagodny i pracowity, jego ciało nosiło ślady maltretowania przez właścicieli; opiekował się Tais; był chrześcijaninem znanym pod imieniem Teodor, uczęszczał na tajne nabożeństwa chrześcijańskie, mimo okrutnych prześladowań, jakie za to groziły, przekonał Tais do przyjęcia chrztu; Ahmes głosił nadejście Królestwa Bożego, kiedy to nastąpi wyzwolenie niewolników, a bogacze zostaną ukarani; ściągnął tym na siebie gniew arystokracji, oskarżono go fałszywie o kradzież i skazano na śmierć; skonał na krzyżu po trzech dniach męki.

- Nikias – aleksandryjski arystokrata, łagodny i rozsądny; był sceptykiem i epikurejczykiem, chętnie posługiwał się ironią; posiadał wspaniałą bibliotekę pełną dzieł filozofów, lubił wygodne i wykwintne życie w otoczeniu pięknych kobiet i pięknych przedmiotów; we wczesnej młodości przyjaźnił się z Pafnucym, był kochankiem Tais.

- Timokles z Kos – pustelnik praktykujący indywidualną ascezę; skrajny sceptyk obojętny na sprawy świata; pochodził z bardzo bogatej rodziny, która jednak doświadczyła wielu tragedii; studiował w młodości filozofię; po przedwczesnej śmierci ojca wykorzystał odziedziczony majątek na podróże po Italii, Grecji i Afryce, ale nigdzie nie znalazł człowieka, którego uznałby za mądrego; dopiero podróż do Indii i spotkanie na brzegu Gangesu człowieka siedzącego nieruchomo od 30 lat otworzyło mu oczy na prawdziwą mądrość; uznał, że ludzkie cierpienie bierze się z pożądania dóbr i lęku przed ich utratą; sam rozpoczął skrajnie ascetyczny żywot nad brzegiem Nilu.

- Moeroe – stręczycielka, nauczycielka tańca; wędrowała po krajach werbując ubogie dzieci, uczyła je tańca, śpiewu i deklamacji i wynajmowała na uczty bogaczy, swoim podopiecznym nie żałowała bata; miała odrażającego fizycznie syna skłonnego do sadyzmu; wtrącona do więzienia przez zakochanego w Tais patrycjusza Lolliusa, została skazana na pożarcie przez dzikie zwierzęta za wykryte wcześniejsze zbrodnie.

- Lucius Aureliusz Cotta – naczelnik floty rzymskiej w Aleksandrii, człowiek czynu, podróżnik, autor „Historii punickiej”; mimo ciekawości świata odznaczał się dość płytką, żołnierską umysłowością; w jego domu odbyła się uczta z udziałem Tais i Pafnucego zakończona orgią.

- Markus Arianin – przywódca i teolog ariański, niski i garbaty, uczestnik uczty u Cotty; znienawidzony przez Pafnucego za szerzenie herezji.

- Eukritos – podeszły wiekiem filozof stoicki, zdystansowany wobec spraw świata; uczestnik uczty u Cotty, podczas której popełnił samobójstwo, wbijając sobie sztylet w pierś.